# Roscoe Smith
Roscoe R. Smith (Baltimore, Maryland, 1 de mayo de 1991) es un jugador de baloncesto estadounidense que actualmente se encuentra sin equipo. Con 2,03 metros de estatura, juega en la posición de alero.

## Trayectoria

### Inicios
Smith asistió a la escuela Walbrook High School donde en su temporada júnior, promedió 21,4 puntos y 11 rebotes por partido. Luego se trasladó a la preparatoria de baloncesto Oak Hill Academy.

### Universidad
Después de alinear a las ofertas de reclutamiento de un número de escuelas, optó por jugar para el entrenador de Salón de la Fama Jim Calhoun en la Universidad de Connecticut. En su primer año como freshman, Smith jugó en los 41 partidos de los Husky (titular en 33) y un promedio de 5,7 puntos, 5,5 rebotes y 1,5 tapones por partido. En el torneo de la NCAA de 2011, Smith fue parte de la unidad titular dirigida por el All-American Kemba Walker donde ganaron el campeonato nacional.
Smith regresó en la temporada 2011-12, pero vio disminución en sus minutos con la adición del freshman Andre Drummond. Promedió 4,4 puntos y 3,3 rebotes por partido. Después de la temporada, se anunció que a Connecticut se le prohibió jugar en la postemporada en la temporada 2012-13 debido a problemas con las nuevas directrices de la NCAA Academic Progress Rate. Varios alumnos de segundo ciclo optaron por salir del programa, incluido Smith, que se transfiero a UNLV.
Después de estar fuera de la temporada 2012-13 por las reglas de transferencia de la NCAA, Smith se unió a los Runnin' Rebels para la temporada 2013-14. Terminó entre los cinco primeros a nivel nacional en rebotes, terminando la temporada con un promedio de 10,9 rebotes por partido. Después de la temporada, Smith decidió pasar por alto su último año de elegibilidad y entró en el Draft de la NBA de 2014.

### Profesional
Tras no ser elegido en el draft de 2014, jugó la Liga de Verano con Los Angeles Lakers, equipo con el que firmó contrato pero que finalmente decidió no contar con él. En noviembre de 2014 fichó con Los Angeles D-Fenders, afilado de los Lakers en la NBA D-League.
En enero de 2017 fue traspasado a los Delaware 87ers a cambio de los derechos sobre Juwan Staten.
[actualizar]